# Гликогевзия
Гликогевзия (glycogeusia; глико- (сладкий) + греч. geusis вкус) — состояние, характеризирующееся появлением сладкого вкуса во рту без соответствующего раздражителя. Наблюдается при  стрессе, эйфории, хроническом панкреатите, некалькулезном холецистите, а также (редко) при диабете, поражении тройничного и лицевого нерва.

## Этиология
- депрессия;
- болезни.

## Патогенез
Отмечается умеренный или сильный сладкий вкус во рту, исчезающий после употребления большого количества воды. Может наблюдаться на протяжении 5—8 дней. Интенсивность гликогевзии чувствуется в ночное время.

## Клинические проявления

### Вегетативные
Адренергические
- Возбуждение и повышенная агрессивность, беспокойство, тревога, страх
- Избыточная потливость
- Аритмии (тахикардия)
- Тремор (мышечная дрожь), мышечный гипертонус
- Мидриаз (расширение зрачка)
- Бледность кожных покровов
- Гипертензия (повышение артериального давления)

Парасимпатические
- Чувство голода
- Тошнота, рвота
- Общая слабость